# Joe Lala
Joe Lala (3. listopadu 1947 – 18. března 2014) byl americký hudebník a herec. V šedesátých letech byl členem skupiny Blues Image, se kterou nahrál například také její největší hit „Ride Captain Ride“. Během své kariéry spolupracoval s mnoha dalšími hudebníky, mezi které patří například Neil Young, Rick Danko, Bill Wyman, David Crosby, Neil Diamond, Rick Derringer, Chris Hillman, Stephen Stills nebo skupina Bee Gees a mnoho dalších. Zemřel na rakovinu plic ve svých šestašedesáti letech.